# Aaron Aaronsohn
Aaron Aaronsohn (Bacău, Romênia, 1876 — 15 de maio de 1919) foi um cientista, explorador e político judeu em Palestina. Faleceu no Canal da Mancha num acidente aéreo.

## Biografia
Aaronsohn  é conhecido principalmente pela descoberta da "mãe do trigo" tanto quanto pelo seu papel como fundador e líder do  Nili, um grupo judeu de espionagem que trabalhou para o Reino Unido durante a Primeira Guerra Mundial. Graças às informações fornecidas pelo Nili ao exército britânico, o general Edmund Allenby (1861-1936) conduziu um ataque de surpresa à Bersebá, contornando as poderosas defesas turcas de Gaza.
Emigrou com a idade  de seis anos para a Terra de Israel, então parte do Império Otomano, quando seus pais se instalaram em Zihron Yaakov, uma colônia  agrícola judaica, constituída como a primeira  Aliyah.
Após seus estudos na França, financiados pelo barão Edmond de Rothschild (1845-1934), Aaronsohn começou a estudar a flora da Palestina, tornando-se o chefe de um grupo de peritos neste assunto.
Durante uma excursão sobre o monte Hermon, descobre dois pés de trigo selvagem (Triticum dicocoides). Esta importante descoberta, tanto para os agrônomos como para os historiadores, torna-o famoso através do mundo, e permite-lhe viajar para os Estados Unidos da América, onde obtém  um financiamento para abrir uma estação de pesquisas  em Atlit.
Após a guerra, Chaim Weizmann (1874-1952), convida-o para trabalhar com ele na Conferência de paz de Paris de 1919, porém morre num acidente de avião sobre o Canal da Mancha. Os seus trabalhos foram publicados postumamente.

## Obras
- Explorações Agrícolas e Botânicas na Palestina, 1910
- Reliquiae Aaronsohnianae, 1940